# Pistolet Desert Eagle

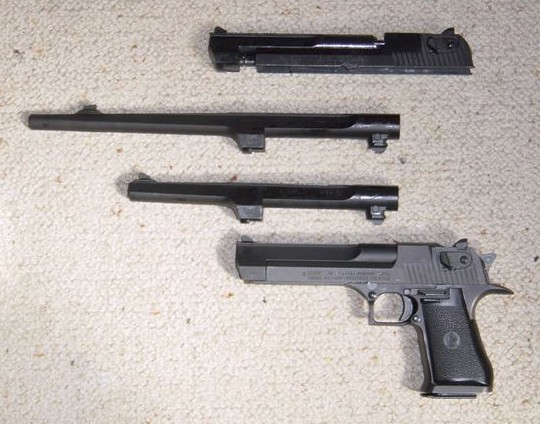
Desert Eagle Mk VII

Desert Eagle – pistolet na nabój rewolwerowy .357 Magnum z lufami długości: 6, 8, 10 i 14 cali (152, 203, 254 i 355 mm). Broń została zaprojektowana w 1979 roku przez amerykańską firmę Magnum Research, Inc. założoną w St. Paul w stanie Minnesota. Następnie w wyniku porozumienia z Israel Military Industries była m.in. produkowana na licencji.
Użycie bardzo silnej amunicji zmusiło konstruktorów do zastosowania rzadkich i nietypowych w pistoletach rozwiązań. Broń działa na zasadzie wykorzystania energii gazów odprowadzanych z przewodu lufy. W momencie strzału gazy wyrzucają pocisk do przodu. Gdy minie on specjalny otwór z przodu lufy, część gazów przedostaje się przewodem i trafia na tłok w komorze gazowej ułożonej poniżej. Ciśnienie w cylindrze gazowym wymusza przesunięcie zamka (a raczej suwadła, bo nie jest to typowy zamek) do tyłu. Odryglowanie następuje w momencie gdy pocisk już opuścił lufę, a ciśnienie gazów w przewodzie lufy spadło do bezpiecznych wartości. To niekonwencjonalne rozwiązanie okazało się konieczne z racji zastosowania nabojów dużej mocy. W typowych pistoletach monolityczny zamek zamyka komorę nabojową. W "Desert Eagle" zamknięcie polega jak w wielu karabinach na ryglowaniu przez obrót zamka, a dokładniej - obrót znajdującego się w jego wnętrzu cylindra. Większość dużych pistoletów posiada lufę ruchomą, natomiast przy zastosowaniu wyżej wymienionej metody można było wyposażyć "Desert Eagle" w lufę nieruchomą w stosunku do szkieletu, co zwiększa jego celność. Umożliwia ponadto proste montowanie dodatkowego wyposażenia (celowniki kolimatorowe, wskaźniki laserowe).
Pistolet jest dość długi i ciężki, co wiąże się nie tylko z jego rozmiarami, ale jest też kolejną cechą spowodowaną użyciem amunicji Magnum. Broń o większej masie ma też większą bezwładność, a więc ma mniejszy odrzut. Aby w czasie strzału zmniejszyć zjawisko podrzutu "Desert Eagle" ma przesunięty środek ciężkości w stronę lufy. Eliminuje to typowe w zwykłych rewolwerach na nabój 357 Magnum wysokie podrywanie lufy do góry po opuszczeniu jej przez pocisk. Wszystkie powyższe cechy konstrukcyjne powodują, że mimo zastosowania silnej amunicji broń ta we wprawnych rękach jest celna, a silny rewolwerowy nabój czyni ją bardzo skuteczną.
Magazynek mieści 9 nabojów, jednak w broni może znajdować się zawsze o jeden nabój więcej, gdyż pistolet ten nosi się bezpiecznie z nabojem wprowadzonym do lufy. Bezpiecznik nastawny znajduje się po obu stronach zamka. Pistolet może być montowany na trzech rodzajach szkieletu: zwykłym stalowym, stalowym nierdzewnym lub lekkim aluminiowym. Oprócz zwykłych przyrządów celowniczych może być zaopatrzony w celownik regulowany lub optyczny.
Poza wersją 357 Magnum firma oferuje "Desert Eagle" na amunicję .41 i .44 Magnum. Na uwagę zasługuje odmiana strzelająca nabojem .50 Action Express zaprojektowanym przez Magnum Research, Inc. specjalnie dla pistoletu "Desert Eagle". Miała wypełnić zapotrzebowanie rynku na ciężki pistolet do zastosowań sportowo-myśliwskich.
Pistoletu Desert Eagle'a używały jedynie 2 jednostki wojskowe: portugalska Grupo de Operações Especiais i polska Jednostka Wojskowa GROM.
Desert Eagle jest jednym z popularniejszych pistoletów występujących w popkulturze.